# Мытник лабрадорский
Мытник лабрадорский (лат. Pedicularis labradorica) — вид травянистых растений рода Мытник (Pedicularis) семейства Норичниковые (Scrophulariaceae).

## Ботаническое описание
Двухлетнее растение. Стебель обычно 10—15 см высотой, от самого основания отклонено ветвистый, реже простой, курчаво пушистый. Листья прикорневые в розетке уменьшенные. Стеблевые очередные, нижние и средние на коротко курчаво пушистых черешках, более короткие чем прилистники, преимущественно снизу курчаво пушистые, в очертании линейно-ланцетные, перистораздельные, с линейно-продолговатыми, заостренными, иногда хрящевато лопастными долями, верхние и листья ветвей почти линейные, почти сидячие, пушистые, цельные, мелкопильчатые.  
Цветы на коротких цветоножнках по одному в пазухах прицветных листьев, схожих с верхними стеблевыми, лишь уменьшенные, образуют внизу рыхлые, вверху плотные, кистевидные соцветия на верхушках стебля и ветвей. Чашечка почти кожистая, сетчатая, с четырьмя более сильными жилками, голая или внизу мелко пушистая, 6—7 см длиной, неглубоко двулопастная, с несимметричными лопастями. Венчик жёлтый, 17—19 мм длиной, с почти прямой, в полтора раза превышающей чашечку трубкой. Коробочка горизонтально отклонённая, почти линейная, заостренная, около 10 мм длиной, с одного бока открывающаяся. Цветёт в июне — июле, плодоносит в июле — августе. 

## Распространение
Встречается в арктических зонах Западной и Восточной Сибири, Дальнего Востока России, в Северной Америке, Гренландии. Растёт в лишайниковой и моховой тундре, кедровниках, лиственных и сосновых борах, в светлых лиственных лесах. 

## Значение и применение
Хорошо поедается северным оленем (Rangifer tarandus) весной и летом.